# Dirac-Kamm

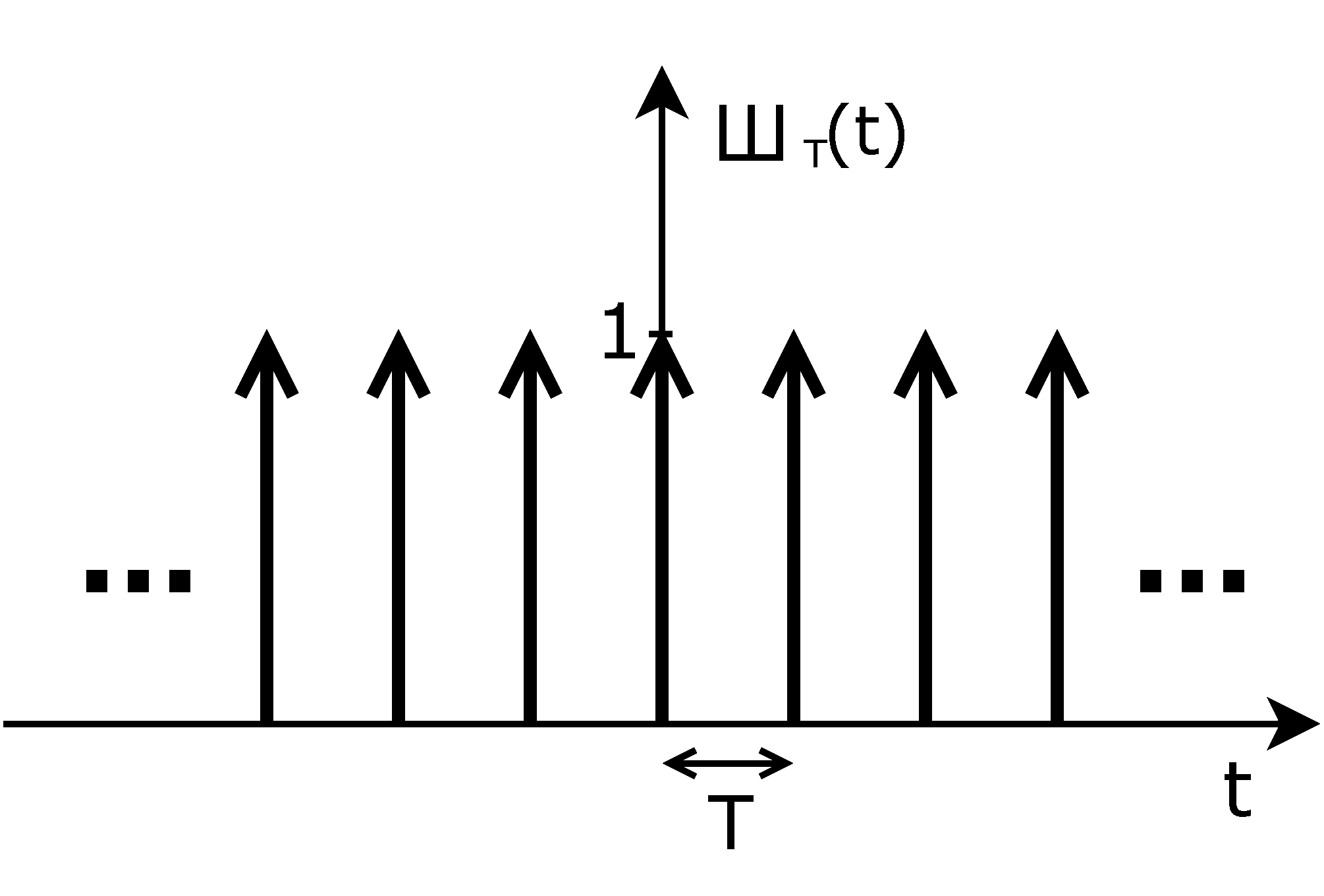
Dirac-Kamm

Der Dirac-Kamm (auch Dirac-Stoß-Folge oder Schah-Funktion) bezeichnet eine periodische Folge von Dirac-Stößen. Anschaulich besitzt er die Form eines Kamms und wird wegen dieser Ähnlichkeit auch häufig mit dem kyrillischen Buchstaben Ш (Schah) symbolisiert.
Anwendung findet der Dirac-Kamm in der Mathematik und der Signalverarbeitung mittels Fourier-Analysis.

## Definition
Der Dirac-Kamm stellt eine periodische temperierte Distribution dar, die von der diracschen Delta-Distribution Gebrauch macht.
{\displaystyle \Delta _{T}(t)=\sum _{n\in \mathbb {Z} }\delta (t-nT)}
für eine Periode {\displaystyle T>0}. Anschaulich ist der Dirac-Kamm also aus unendlich vielen Dirac-Stößen zusammengesetzt, die im Abstand {\displaystyle T} zueinander stehen.
Für die Anwendung des Dirac-Kamms auf eine Testfunktion {\displaystyle \phi \in C_{c}^{\infty }(\mathbb {R} )={\mathcal {D}}(\mathbb {R} )} gilt
{\displaystyle \Delta _{T}\phi :=\sum _{n\in \mathbb {Z} }\phi (nT)}.

## Fourier-Transformation des Dirac-Kamms
Die Poissonsche Summenformel besagt, dass der Dirac-Kamm (der Periode 1) ein Fixpunkt der Fourier-Transformation ist. Allgemeiner gilt
{\displaystyle {\mathcal {F}}\{\Delta _{T}\}={\frac {1}{T}}\,\Delta _{\frac {1}{T}},}
wobei für die kontinuierliche Fourier-Transformation die in der Literatur zur Signalverarbeitung übliche Konvention
{\displaystyle {\mathcal {F}}\{f(t)\}=\int _{-\infty }^{\infty }f(x)\,e^{-2\pi \mathrm {i} tx}\,\mathrm {d} x}
verwendet wird.

## Abtastung und Alias-Effekte
Mit Hilfe des Dirac-Kamms lässt sich das Abtasten einer Funktion mathematisch durch Multiplikation mit der abzutastenden Funktion beschreiben:

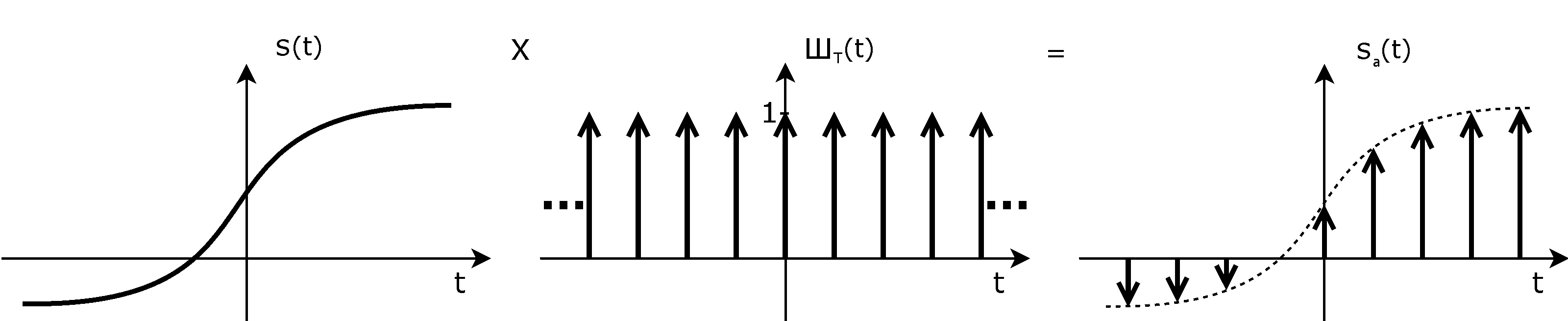
Abtasten durch Multiplikation mit einem Dirac-Kamm

Die Multiplikation eines glatten, schnellfallenden kontinuierlichen Signals mit einem Dirac-Kamm ist das Modell eines idealen Abtasters (engl.: sampler) mit der Abtastrate T.
In der Theorie der Signalverarbeitung stellt der Dirac-Kamm ein elegantes Hilfsmittel dar, um das Nyquist-Shannon-Abtasttheorem zu beweisen und störende Alias-Effekte zu verstehen.